# Takis Emmanuel
Takis Emmanuel (ur. 1933 w Missolungi, zm. 26 sierpnia 2017 w Atenach) – grecki aktor, reżyser, scenarzysta i producent filmowy.

## Wybrana filmografia
- 1960: Rzeka (To potami)
- 1962: Uranos (Glory Sky) jako Profesor
- 1962: Elektra jako Pylades
- 1963: Młode Afrodyty (Mikres Afrodites) jako Tsakalos
- 1964: Grek Zorba jako Manolakas
- 1968: Mag (The Magus) jako Kapetan
- 1968: Wiek jazzu (The Jazz Age) jako Romero
- 1973: Podróż Sindbada do Złotej Krainy (The Golden Voyage of Sinbad) jako Achmed
- 1979: Kostas jako Kostas Andropolous
- 1981: Lew pustyni (Lion of the Desert) jako Bu-Matari